# Zdzisław Szubski
Zdzisław Szubski (ur. 26 stycznia 1958 w Grudziądzu) – polski kajakarz, medalista mistrzostw świata, trener, olimpijczyk z Moskwy 1980, przez całą karierę związany z Astorią Bydgoszcz.
Medalista mistrzostw świata w konkurencji K-4 na dystansie 10 000 metrów (z partnerami: Andrzejem Klimaszewskim, Krzysztofem Lepianką, Zbigniewem Torzeckim): brązowy z Sofii (1977), srebrny z Belgradu (1978) i Duisburga (1979) oraz srebrny (z partnerami:Andrzejem Klimaszewskim, Ryszardem Oborskim, Leszkiem Jamrozińskim) z Nottingham (1981).
Na igrzyskach w Moskwie wystartował w konkurencji K-2 na dystansie 500 metrów (partnerem był Waldemar Merk) zajmując 7. miejsce.
Po zakończeniu kariery sportowej podjął pracę trenera. Był m.in. trenerem reprezentacji Grecji, Brazylii.
Ojciec olimpijczyka Sebastiana Szubskiego.